# Nikołaj Sudarikow
Nikołaj Gieorgijewicz Sudarikow (ros. Николай Георгиевич Судариков, 1913–2000) – radziecki dyplomata.

## Życiorys
1932-1946 pracował w organach wymiaru sprawiedliwości i jako wykładowca, 1938 zaocznie ukończył Moskiewski Instytut Prawniczy. Od 1939 członek WKP(b), 1939-1941 i 1948-1956 wykładał na moskiewskich uczelniach, 1946-1948 kierownik wydziału Rady ds. Kołchozów przy Radzie Ministrów ZSRR. Od 1956 pracownik dyplomacji, 1956-1962 radca-pełnomocnik Ambasady ZSRR w Chinach, od 1962 kierownik wydziału MSZ ZSRR, od 15 kwietnia 1967 do 8 sierpnia 1974 ambasador ZSRR w Korei Północnej. Od 20 października 1979 do 24 kwietnia 1983 ambasador ZSRR w Australii. Autor prac z zakresu prawa międzynarodowego.